# 多格沃克 (肯塔基州)
多格沃克（英語：Dog Walk）是位於美國肯塔基州林肯縣的一個非建制地區。

## 地理
多格沃克所處的海拔為高於海平面390米（即1280英呎），而該地所採用的時區為UTC-5，即北美東部時區（EST）。同時該地設有夏令時間，為UTC-5調快一小時，即UTC-4（EDT）。